# Стрибки з жердиною
Стрибки з жердиною — легкоатлетична дисципліна, олімпійський вид спорту, змагання на подолання висоти з використанням гнучкої жердини. 
Стрибки з жердиною відомі з сивої давнини, вони входили в змагання стародавніх греків, критян, кельтів. В програмі сучасних Олімпійських ігор стрибки з жердиною серед чоловіків з 1896 року, серед жінок — з 2000 року.

### Чільна десятка стрибунів усіх часів
Станом на липень 2021.

### Чоловіки
Станом на липень 2021
| Місце | Висота | Спортсмен       | Країна    | Дата            | Місце          |
| ----- | ------ | --------------- | --------- | --------------- | -------------- |
| 1.    | 6,15   | Арман Дюплантіс | Швеція    | 17 вересня 2020 | Рим            |
| 2.    | 6,14   | Сергій Бубка    | Україна   | 31 липня 1994   | Сестрієре      |
| 3.    | 6,06   | Сем Кендрікс    | США       | 27 липня 2019   | Де-Мойн        |
| 4.    | 6,05   | Максим Тарасов  | Росія     | 16 червня 1999  | Афіни          |
| 4.    | 6,05   | Дмитро Марков   | Австралія | 09 серпня 2001  | Едмонтон       |
| 4.    | 6,05   | Рено Лавіллені  | Франція   | 30 травня 2015  | Юджин          |
| 7.    | 6,04   | Бред Вокер      | США       | 08 червня 2008  | Юджин          |
| 8.    | 6,03   | Оккерт Брітс    | ПАР       | 18 серпня 1995  | Кельн          |
| 8.    | 6,03   | Джефф Гартвіґ   | США       | 14 червня 2000  | Джонсборо      |
| 8.    | 6,03   | Тьягу Брас      | Бразилія  | 15 серпня 2016  | Ріо-де-Жанейро |

### Жінки
- Станом на липень 2021

| Місце | Висота | Спортсменка         | Країна          | Дата            | Місце     |
| ----- | ------ | ------------------- | --------------- | --------------- | --------- |
| 1.    | 5,06   | Олена Ісинбаєва     | Росія           | 28 серпня 2009  | Цюрих     |
| 2.    | 5,00   | Сенді Морріс        | США             | 09 вересня 2016 | Брюссель  |
| 3.    | 4,95   | Анжеліка Сидорова   | Росія           | 29 вересня 2019 | Доха      |
| 3.    | 4,95   | Кеті Нагеотте       | США             | 26 червня 2021  | Юджин     |
| 5.    | 4,94   | Еліза Маккартні     | Нова Зеландія   | 17 липня 2018   | Йокгрім   |
| 6.    | 4,93   | Дженн Сур           | США             | 14 квітня 2018  | Остін     |
| 7.    | 4,91   | Яріслей Сілва       | Куба            | 02 серпня 2015  | Беккум    |
| 7.    | 4,91   | Екатеріні Стефаніді | Греція          | 06 серпня 2017  | Лондон    |
| 9.    | 4,90   | Голлі Бредшоу       | Велика Британія | 26 червня 2021  | Манчестер |
| 10.   | 4,88   | Світлана Феофанова  | Росія           | 04 липня 2004   | Іракліон  |

## Рекорди

### Рекорди світу
| Рекорд (м)         | Рекорд (м) | Спортсмен       | Країна | Дата           | Місце             | Тривалість        |
| ------------------ | ---------- | --------------- | ------ | -------------- | ----------------- | ----------------- |
| Відкриті стадіони  |            |                 |        |                |                   |                   |
| Чоловіки           | 6,25       | Арман Дюплантіс | Швеція | 25 серпня 2024 | Париж, Франція    | 4 роки, 164 дні   |
| Жінки              | 5,06       | Олена Ісинбаєва | Росія  | 28 серпня 2009 | Цюрих, Швейцарія  | 15 років, 184 дні |
| Закриті приміщення |            |                 |        |                |                   |                   |
| Чоловіки           | 6,18       | Арман Дюплантіс | Швеція | 15 лютого 2020 | Глазго, Шотландія | 5 років, 13 днів  |
| Жінки              | 5,03       | Дженн Сур       | США    | 30 січня 2016  | Брокпорт , США    | 11 років, 363 дні |

35-разовим рекордсменом світу в стрибках з жердиною серед  чоловіків є українець Сергій Бубка. Він першим зі стрибунів подолав шестиметрову висоту; сталося це 1985 року. 15 лютого 2014 року французький легкоатлет Рено Лавіллені перевершив на 1 см рекорд Сергія Бубки для закритих приміщень, який тримався 21 рік (з 1993). Новий рекорд становить 6 м 18 см. 
Серед жінок світова рекордсменка для змагань на відкритому повітрі —  Олена Ісинбаєва. Її рекорд 5 м 6 см був установлений 28 серпня 2009 року в Цюриху.

### Рекорди України
Рекорд України серед чоловіків належить Сергію Бубці. Для змагань на відкритому повітрі він дорівнює 6 м 14 см і був установлений 31 липня 1994 року в Сестрієрі. Для закритих приміщень він на сантиметр вищий — 6 м 15 см (встановлений 1993). 
Рекорд України серед жінок належить Марині Килипко  і дорівнює 4 м 70 см. Він був встановлений 18 червня 2021 року на чемпіонаті країни з легкої атлетики, що тривав у Луцьку .